# Bernardita Zegers
Bernarda Zegers Ramírez (más conocida como Bernardita Zegers, Curicó, 9 de agosto de 1951) es una pintora, escultora y coleccionista de arte chilena que ha incursionado principalmente en el arte figurativo e ingenuo..

## Vida y obra
Estudió diseño teatral en la Universidad de Chile, y posteriormente cerámica en la Universidad Complutense de Madrid; en el ámbito de la pintura, incursionó de manera autodidacta.
En su trabajo se aprecia el uso de técnicas mixtas en formatos de tamaño pequeño y mediano; la artista «se interesa principalmente por el tema de la mujer, escenas hogareñas, la vida familiar, los objetos cotidianos y utilitarios que pueblan la vida diaria, que hablan de la rutina y lo íntimo».
Exposiciones y distinciones
Ha participado en varias exposiciones individuales y colectivas durante su carrera, entre ellas las muestras El Árbol de en la Pintura Chilena (1982), Arte Joven Ahora (1988) y Mujeres en el Arte (1990) en el Museo Nacional de Bellas Artes de Chile, Colectiva (1992) en la Casa de las Américas de París, 16 Pintores Chilenos (1994) en el Palacio de La Moneda, Three Chilean Artists (1995) para la Organización de Estados Americanos, 4 Artisti Cileni (1996) en la Galleri D'Arte Moderna de Trento, entre otras exposiciones en Chile, América Latina, Estados Unidos y Europa.